# Macrosiphum mentzeliae
Macrosiphum mentzeliae är en insektsart som beskrevs av Wilson 1915. Macrosiphum mentzeliae ingår i släktet Macrosiphum och familjen långrörsbladlöss. Inga underarter finns listade i Catalogue of Life.